# Świętoszewko
Świętoszewko [ɕfjɛntɔˈʂɛfkɔ] (tiếng Đức: Schwanteshagenener Mühle)  là một khu định cư ở khu hành chính của Gmina Przybiernów, thuộc hạt Goleniów, West Pomeranian Voivodeship, ở phía tây bắc Ba Lan. Nó nằm khoảng 9 kilômét (6 mi) phía đông Przybiernów, 24 km (15 mi) về phía bắc Goleniów và 44 km (27 mi) về phía đông bắc của thủ đô khu vực Szczecin.
Trước năm 1945, khu vực này là một phần của Đức. Đối với lịch sử của khu vực, xem Lịch sử của Pomerania.
Khu định cư có dân số 140 người.